# Metara iznad Jadrana
Metara iznad Jadrana (kratica m. i. J.) je referentna točka nadmorske visine koja vrijedi za Republiku Hrvatsku i brojne susjedne zemlje.
Na molu Sartorio u Trstu nalazi se stari visinski nadnevak. Visina na molu Sartorio dobivena je prema srednjoj morskoj razini Jadrana od 1875. do 1900. godine. Primjenjivan je u Austro-Ugarskoj, a u ugarskom dijelu monarhije primjenjivao se sustav kojemu je geodetska točka bila u Nadapu. Austrijski sustav je do danas ostao u primjeni u Hrvatskoj, Sloveniji, Austriji (stanje 1875.), BiH, Crnoj Gori, Srbiji, Kosovu i Makedoniji. Nakon 1945. godine države koje su postale članice Varšavskog ugovora prešle su na mjerenje prema Kronštatu.
U Hrvatskoj, BiH, Makedoniji i Crnoj Gori geodetska visina je normalna ortometrijska visina (stanje 1900.) i geodetski nadnevak kojemu je mjerna točka u Trstu. U Sloveniji je normalna ortometrijska visina kojoj je mjerna točka u Trstu (stanje 1900.), a geodetski nadnevak je u Ruše.

## Vanjske poveznice
- Hrvatski geodetski institut  Arhivirana inačica izvorne stranice od 3. prosinca 2008. (Wayback Machine)